# (18401) 1992 WE4
1992 دابليو إي 4 (ويعرف أيضًا باسم (18401) 1992 دابليو إي 4 وفق تسمية الكوكب الصغير) (بالإنجليزية: 1992 WE4)‏ هو كويكب ضمن حزام الكويكبات؛ وترتيبه 18401 من حيث الاكتشاف.
اكتُشف هذا الجُرم الفلكي بواسطة هيروشي كانيدا في 21 نوفمبر 1992.

## وصلات خارجية
- (18401) 1992 WE4 في قاعدة بيانات مختبر الدفع النفاث لأجرام النظام الشمسي الصغيرة

- الاكتشاف · مخطط المدار ·  العناصر المدارية · المعلمات المادية

- (18401) 1992 WE4 على موقع ويكي سكاي: DSS2, SDSS, GALEX, IRAS, Hydrogen α, X-Ray, Astrophoto, Sky Map, Articles and images